# البطولات الأسترالية 1952 (كرة مضرب)
هنا قائمة بالبطولات الأسترالية لكرة المضرب, المعروفة الآن باسم أستراليا المفتوحة لسنة 1952:

## الكبار

### فردي رجال
كين ماكغريغور هزم  فرانك سيدجمان 7-5 12-10 2-6 6-2

### فردي سيدات
ثيلما كوين لونغ هزم  هيلين آنغوين 6-2, 6-3